# Escharella crozetensis
Escharella crozetensis är en mossdjursart som först beskrevs av Campbell Easter Waters 1904.  Escharella crozetensis ingår i släktet Escharella och familjen Romancheinidae. Inga underarter finns listade i Catalogue of Life.